# Trastorn específic del llenguatge
Un trastorn específic del llenguatge (TEL, anglès: specific language impairment o SLI) és un trastorn caracteritzat per la incapacitat d'usar el llenguatge. Es diagnostica quan el llenguatge d'un infant no es desenvolupa normalment i les dificultats no es poden atribuir a retard de desenvolupament, malformació de l'aparell bucofonador, trastorn de l'espectre autístic (TEA), dany cerebral adquirit o pèrdua auditiva. Estudis de bessons han mostrat un component genètic important. Encara que la discapacitat del llenguatge pot derivar d'una mutació d'un sol gen, això és inusual. Habitualment, l'SLI resulta de la influència combinada de múltiples variants genètiques, cadascuna de les quals es troba en la població general, així com en les influències ambientals.

## Clínica
Es diagnostica un deteriorament del llenguatge específic (SLI) quan un nen presenta un retard o desorganització en el desenvolupament del llenguatge sense motiu aparent.